# Молина-Атерно
Молина-Атерно (итал. Molina Aterno) — коммуна в Италии, располагается в регионе Абруццо, в провинции Л’Акуила.
Население составляет 429 человек (2008 г.), плотность населения составляет 36 чел./км². Занимает площадь 12 км². Почтовый индекс — 67020. Телефонный код — 0864.
Покровителем коммуны почитается святитель Николай Мирликийский, празднование 6 декабря.

## Демография
Динамика населения:

## Администрация коммуны
- Официальный сайт: